# Augustinus Eutitio
Augustinus Eutitio – włoski śpiewak, franciszkanin, członek kapeli nadwornej Władysława IV Wazy. Jego obecność w kapeli królewskiej poświadczona jest w latach 1643–1646, mógł jednak należeć do niej już wcześniej. Marco Scacchi w swoim traktacie Scribrum musicum (1643) umieścił 3-głosowy kanon autorstwa Eutitia.